# Segeltecknet

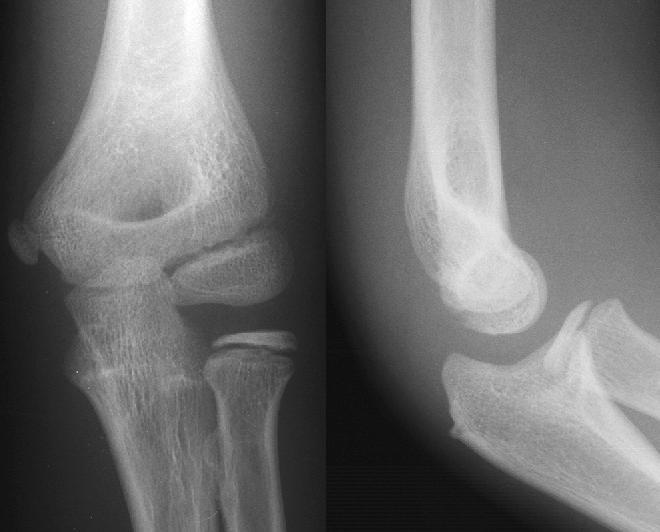
Normal röntgenbild av armbågen hos ett barn, framifrån (vänster) och från sidan (höger).

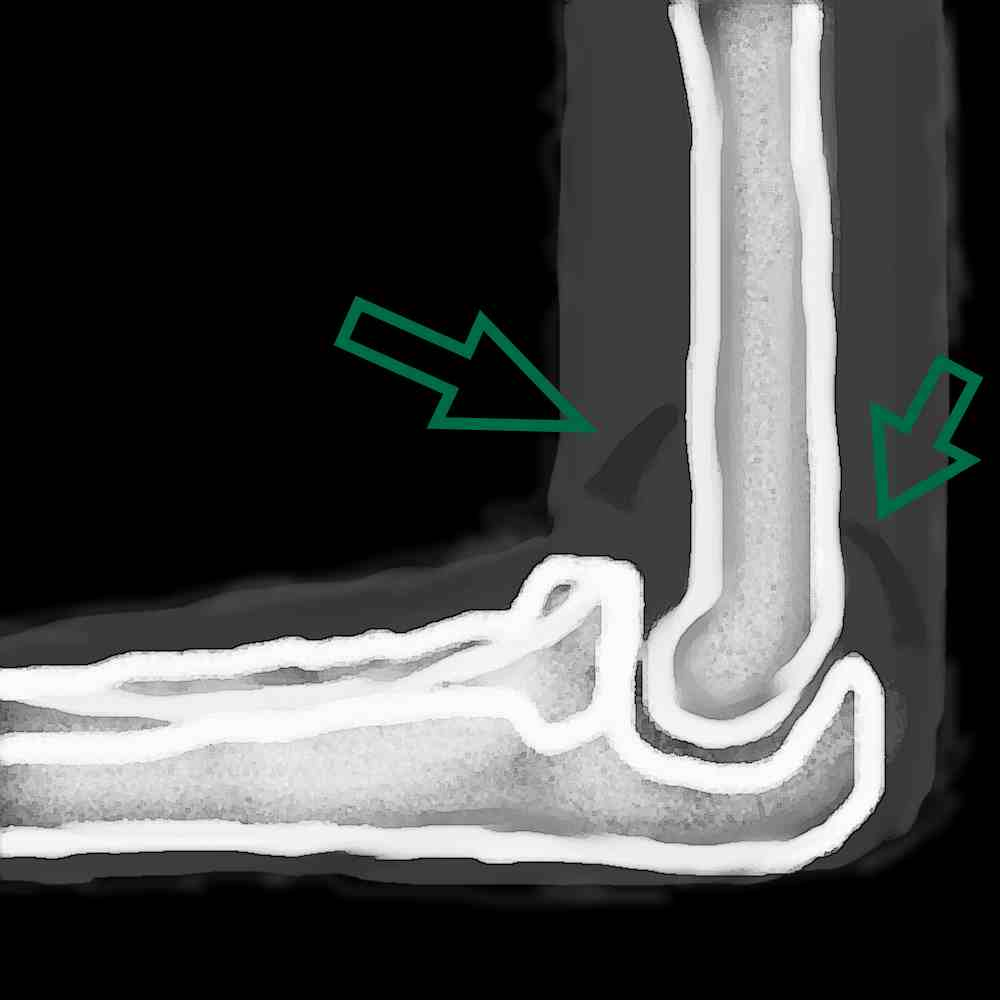
Schematisk teckning av segeltecknet, pilarna markerar de upplyfta fettkuddarna framför (den större pilen) och bakom (den mindre pilen) distala överarmen.

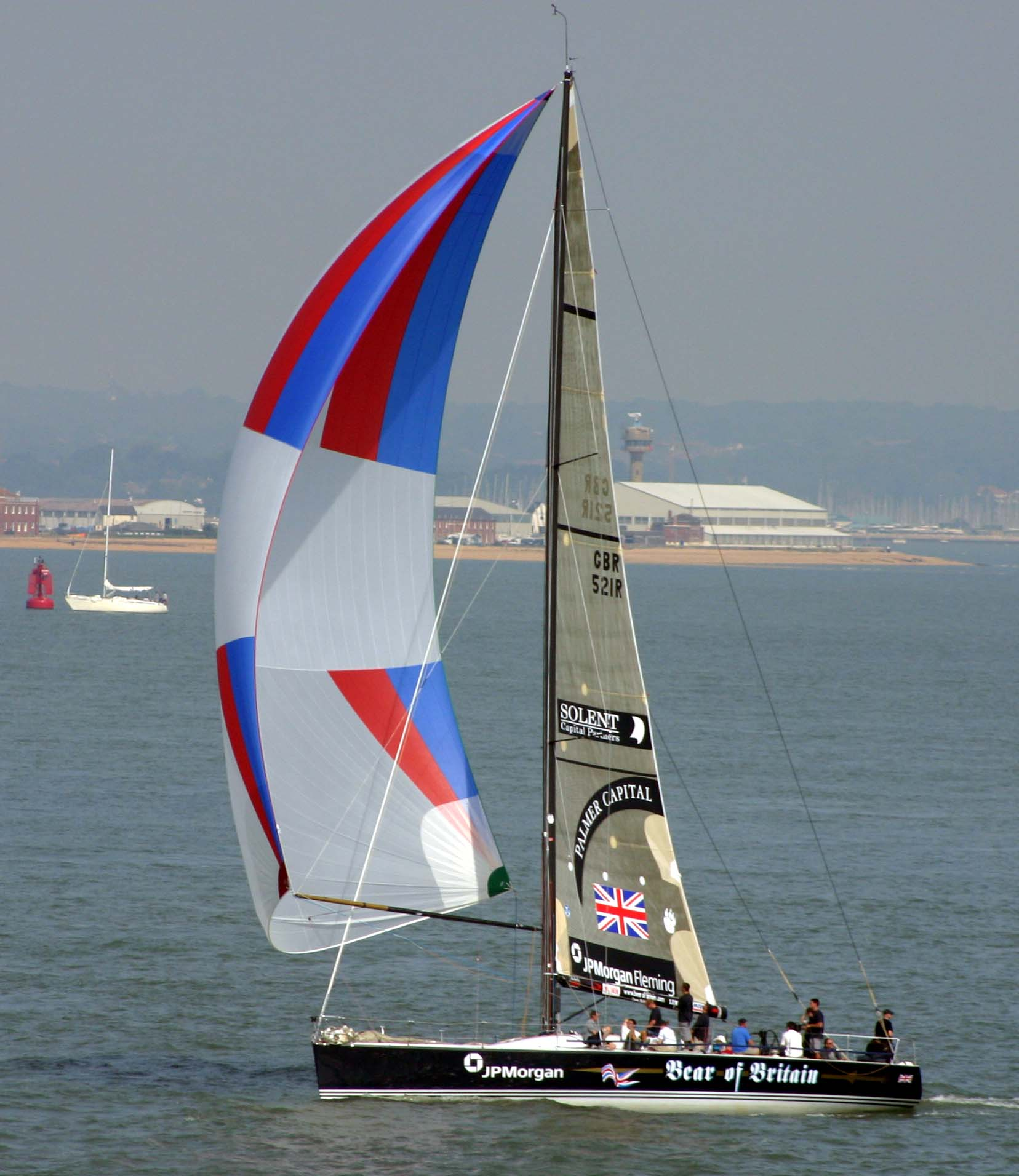
Segelbåten Bear of Britain med spinnakern hissad.

Segeltecknet är ett tecken till vätskeökning i armbågsleden som ses på en rak sidobild av armbågen vid röntgen. Det kommer av engelskans sail sign eller spinnaker sign, men i engelsk röntgenlitteratur används också fat pad sign (fettkuddetecknet).

## Förklaring
På en rak sidobild av armbågen avtecknar sig normalt de fettkuddar som finns framför och bakom överarmens nedre (distala) del som mörkare områden liggande alldeles intill benets begränsningar. Fettet är mörkare än de intilliggande musklerna på grund av sin större genomsläpplighet för röntgenstrålning. Vid en vätskeökning i leden buktar ledkapseln ut och förskjuter dessa fettkuddar framåt respektive bakåt och de kan då ses som triangelformade områden liggande en liten bit från benet. Den främre fettkudden kan ofta ses förskjuten framåt och något uppåt vid vätskeökning, medan det krävs mycket vätska i leden för att den bakre fettkudden ska kunna uppfattas som förskjuten. Detta beror på att den bakre fettkudden normalt är delvis belägen i den bengrop (fossa olecrani) som finns på baksidan av distala överarmen och skyms av ben.

## Namnet
Segeltecknet har fått sitt namn på grund av den likhet som den upplyfta främre fettkudden har med ett segel och särskilt ett spinnakersegel. Det är ett av de många radiologiska tecken med namn från bildmetaforer och som först beskrivits i amerikansk röntgenlitteratur.

## Betydelse
Segeltecknet säger i sig inget om orsaken till vätskeökningen i armbågen men om det uppträder efter trauma kan det vara ett sekundärt tecken till en fraktur i armbågen, även i de fall då frakturen är utan felställning och i sig inte kan ses. Detta är särskilt vanligt vid suprakondylära överarmsfrakturer hos barn, medan ett segeltecken hos vuxna oftare är ett indirekt tecken på en fraktur i radiushuvudet (caput radii). En inflammation (artrit) i armbågen kan också ge en utgjutning i leden och resultera i segeltecknet.